# Quintus Tullius Cicero
Quintus Tullius Cicero (* wohl 102 v. Chr.; † 43 v. Chr.) war ein römischer Politiker und der jüngere Bruder von Marcus Tullius Cicero.
Er bekleidete verschiedene Ämter in der römischen Republik. 62 v. Chr. war er Prätor und beseitigte als solcher die letzten Reste der Catilinarischen Verschwörung.
Von 61 v. Chr. bis 58 v. Chr. wurde Quintus Cicero Statthalter der Provinz Asia im Rang eines Propraetoren. 57/56 v. Chr. diente er als Legat unter Gnaeus Pompeius Magnus in Sardinien. 54 bis 51 v. Chr. war er Legat Gaius Iulius Caesars in Gallien, 51/50 v. Chr. diente er als Legat seinem Bruder in Kilikien. Caesar begnadigte ihn, nachdem er im Bürgerkrieg zunächst auf der Seite des Pompeius gestanden hatte. Wie sein Bruder wurde Quintus 43 v. Chr. zusammen mit seinem Sohn proskribiert und getötet.
Von Quintus stammt (wahrscheinlich) das Commentariolum petitionis („kleine Denkschrift zur Amtsbewerbung“), angeblich Ratschläge für seinen Bruder bei dessen Bewerbung zum Konsulat. Er schrieb auch Dramen, doch keines der Werke ist überliefert.
Quintus besaß ein Haus auf den Carinae in Rom. Um 54 v. Chr. ließen er oder sein Bruder den Tempel der Tellus dort restaurieren. Er war mit Pomponia, der Schwester des Titus Pomponius Atticus, des besten Freundes seines Bruders, verheiratet. Nach Marcus’ Auffassung war die Ehe jedoch nicht sehr glücklich. 44 v. Chr. wurde sie geschieden.

## Ausgaben
- Kai Brodersen (Hrsg.): Q. Tullius Cicero: Tipps für einen erfolgreichen Wahlkampf. Reclam, Stuttgart 2013, ISBN 3-15-010924-8 (unkritische Ausgabe des Commentariolum petitionis mit Übersetzung)
- Günter Laser (Hrsg.): Quintus Tullius Cicero: Commentariolum petitionis. Wissenschaftliche Buchgesellschaft, Darmstadt 2001, ISBN 3-534-14485-6 (kritische Ausgabe mit Übersetzung und Kommentar)
- David Roy Shackleton Bailey (Hrsg.): M. Tulli Ciceronis epistulae ad Quintum fratrem, epistulae ad M. Brutum. Accedunt commentariolum petitionis, fragmenta epistularum. Teubner, Stuttgart 1988, ISBN 3-519-01211-1, S. 143–164 (kritische Edition des Commentariolum petitionis)